# Aglasterhausen
Aglasterhausen là một đô thị ở huyện huyện Neckar-Odenwald-Kreis, ở bang Baden-Württemberg, thuộc nước Đức. Đô thị này có diện tích 22,85 km², dân số thời điểm 31 tháng 12 năm 2006 là 5012 người.